# Битва при Саприпорті
Битва при Сапріпорті — морська битва, що відбулася 210 року до н. е., під час Другої Пунічної війни, за 15 миль від узбережжя Таренту, під час якої тарентський флот у союзі з карфагенянами здобув перемогу над римським.

## Передумови
Ось як Тіт Лівій описує конкретний момент Другої Пунічної війни, що тривала довгих вісім років:
Не було жодного іншого моменту війни, в якому карфагеняни і римляни […] опинилися б у більшому сумніві між надією і страхом. Насправді, з боку римлян, у провінціях, з одного боку, після поразки в Іспанії, а з іншого — внаслідок результатів операцій на Сицилії (212—211 рр. до н. е.), відбувалося чергування радощів і печалей. В Італії втрата Тарантума спричинила збитки і страх, але опір гарнізону у фортеці всупереч усяким сподіванням викликав велике задоволення (212 р. до н. е.). Раптовий страх і жах від того, що Рим був обложений і атакований, через кілька днів зник, поступившись місцем радості від капітуляція Капуї (211 р. до н. е.). Навіть заморська війна проходила ніби на рівних між сторонами […]: [якщо з одного боку Філіп став ворогом Риму у зовсім не сприятливий момент (215 р. до н. е.), то нових союзників, таких як Етолійці та Аттал, царі Азії, вітали так, ніби фортуна вже обіцяла римлянам східну імперію. Карфагеняни також протиставляли втрату Капуї захопленню Таранто, і якщо для них було джерелом слави те, що вони дійшли до стін Риму, і ніхто їх не зупинив, вони, з іншого боку, відчували жаль за марною справою і сором за те, що, поки вони були під стінами Риму, з інших воріт римська армія вирушала до Іспанії. В самій Іспанії, коли карфагеняни сподівалися завершити там війну і вигнати римлян, знищивши двох великих полководців (Публій і Гней Сципіон) та їхні армії, […] їхня перемога була зведена нанівець імпровізованим полководцем, Люцієм Марцієм. І так, завдяки врівноважуючій дії фортуни, надії і страхи залишилися недоторканими з обох сторін, ніби з того самого моменту вся війна мала розпочатися вперше.

### Привід до конфлікту
У цей період, оскільки голод у фортеці Тарент ставав нестерпним, римський гарнізон і його командувач М. Лівій поклали всі свої надії на припаси, надіслані їм з Сицилії і, для того, щоб транспортні кораблі могли безпечно пройти вздовж італійського узбережжя, в Реджіо був підготовлений флот, що складався з близько двадцяти кораблів. На чолі конвою був поставлений деякий Децим Квінтій, що походив з невідомого роду, але отримав військової слави завдяки багатьом доблесним вчинкам, здійсненим раніше. Спочатку він командував п'ятьма кораблями, найбільші з яких, дві Триреми, були передані йому самим Марком Клавдієм Марцеллом. Пізніше, оскільки він виявився дуже компетентним у своїй справі, йому додали в розпорядження ще три Квінкереми. Зрештою, він звернувся за допомогою до союзних міст: Реджо, Велії і Песто, від яких отримав інші кораблі на підставі попереднього договору, і зібрав флот з двадцяти кораблів..
Римський флот був перехоплений за п'ятнадцять миль від Тарента, поблизу Саприпортіса Демокрітом, який очолював тарентський флот, рівний за кількістю кораблів. Римський командувач прибув на повних вітрилах, не передбачаючи неминучого зіткнення. Поблизу Кротона, а згодом біля Сибаріса, він доукомплектував кораблі веслярами, тож флот був добре оснащений і озброєний, з огляду на розміри суден. Коли сила вітру почала спадати, з'явився ворог. Це дозволило Квінкцію спустити вітрила та підготувати веслярів і воїнів до майбутнього бою.

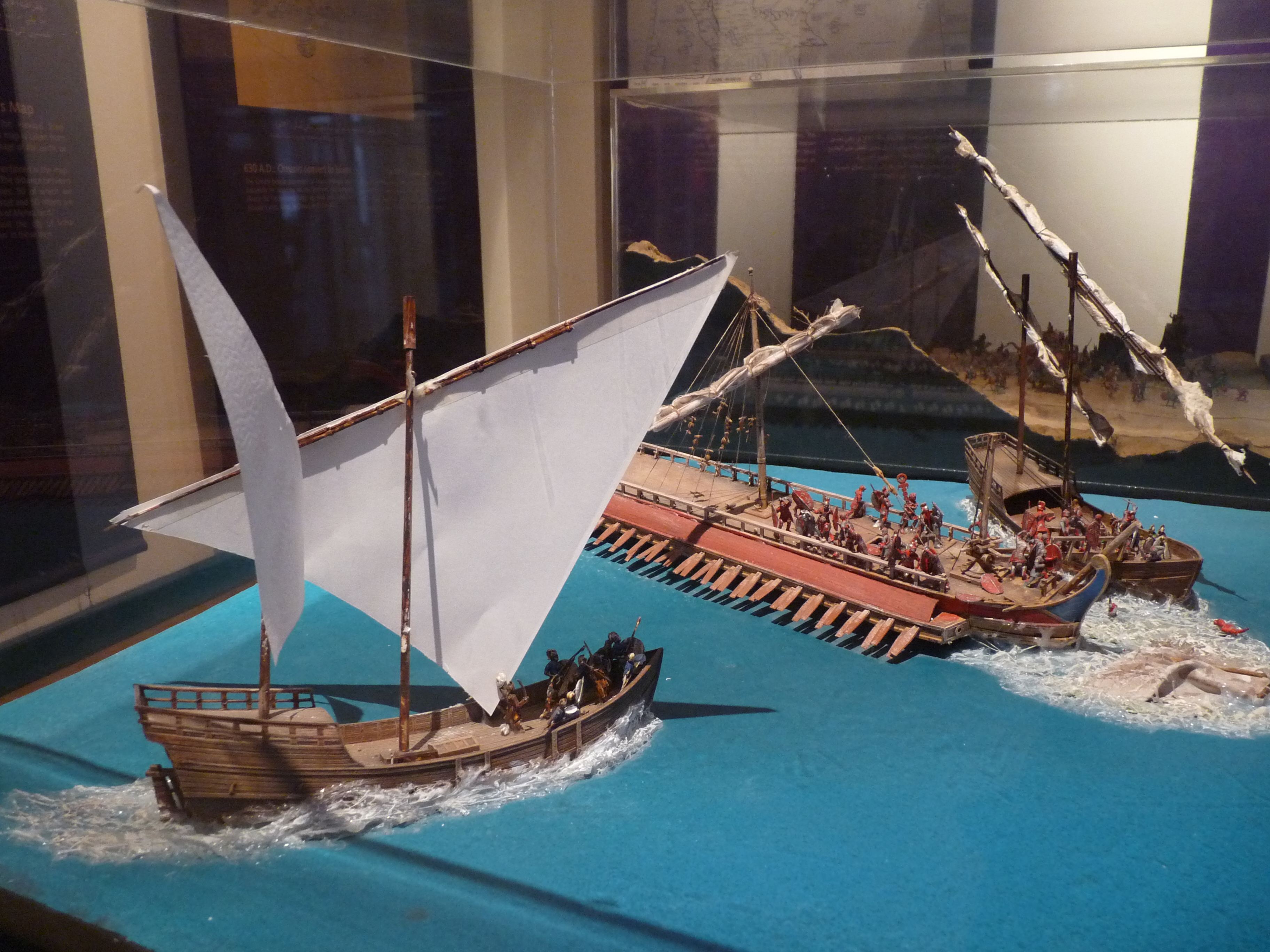
Реконструкція морської битви із зображенням корабля римського флоту

Рідко коли регулярні флоти стикалися один з одним з такою люттю, адже вони билися за результат битви, значення якої перевищувало цінність самих флотів.
Тарентійці, які приблизно через шістдесят років знову відвоювали місто в римлян, сподівалися також звільнити і фортецю, намагаючись перешкодити постачанню провіанту римському гарнізону та, за допомогою морської битви, позбавити ворога панування на морі. Натомість римляни прагнули зберегти контроль над фортецею.
І от, після того, як з обох боків був поданий сигнал, кораблі рушили назустріч один одному, стикаючись носами (рострами). Воїни кидали з кораблів у противника залізні гаки, щоб притягнути ворожі судна та захопити їх абордажем. Бій ішов на близькій відстані, з використанням мечів у запеклій «рукопашній». Носові частини кораблів були з'єднані гарпунами й зв'язані мотузками, тоді як стернові частини повертали веслярі супротивників. У вкрай тісному просторі між кораблями майже не падало метальних снарядів. Схоже, наче билися не на морі, а на суші — в бойових порядках.
Тіт Лівій також описує епізод, коли два кораблі — по одному з кожного боку — зійшлися в бою. На римському кораблі перебував сам Квінкцій, а на тарентському — певний Ніко на прізвисько Перко, давній ворог римлян, який належав до тієї партії, що передала Тарент Ганнібалу. Поки Квінкцій підбадьорював своїх людей, Ніко завдав йому смертельного удару списом. Після цього він перекинувся на римський корабель, екіпаж якого був дезорієнтований через загибель командира, і зайняв його ніс. Римляни, скупчені на кормі, з великими труднощами оборонялися, коли з того боку з'явилася ще одна тарентська трирема. Опинившись затиснутим посередині, римський корабель змушений був здатися. Побачивши, що корабель командувача захоплено, інші римські судна охопила паніка — вони почали втікати з місця битви. Деякі з них були наздогнані й потоплені в морі, інші — відтягнуті веслярами до берега, де стали здобиччю мешканців Турії та Метапонта. З усіх транспортних суден, що перевозили припаси, лише небагато потрапили до рук ворога — деяким вдалося втекти у відкрите море.

## Наслідки
Тим часом бойові дії в самому Таренті мали зовсім інший перебіг. Коли близько чотирьох тисяч тарентійців вирушили на пошуки фуражу й розсіялися по околицях, римський командувач фортецею Марк Лівій, завжди готовий скористатися нагодою для бою, вивів із гарнізону дві з половиною тисячі воїнів під проводом Гая Персія. Вони атакували розпорошених тарентійців, вчинивши велике побоїще, і гнали вцілілих аж до міських стін, ледь не захопивши місто в шаленому натиску.
Таким чином, у Таренті результат виявився рівнозначним для обох сторін: римляни здобули перемогу на суші, а тарентійці — на морі. Надії на постачання були зруйновані для кожної зі сторін.